# Maria Carrilho
Maria Jesuína Carrilho Bernardo (Beja, 25 novembre 1943 – Lisbona, 6 febbraio 2022) è stata una politica portoghese, membro del Partito Socialista. È stata deputata per due volte: dal 1995 al 1999 e dal 2005 al 2009 ed europarlamentare dal 1999 al 2004.